# Dicranota (Ludicia) iranensis
Dicranota (Ludicia) iranensis is een tweevleugelige uit de familie Pediciidae. De soort komt voor in het Palearctisch gebied.